# Karl von Senden (Politiker)
Heinrich August Werner Karl Freiherr von Senden (* 21. Juli 1837 in Varzin; † 18. Februar 1913 in Natzlaff) war ein preußischer Rittergutsbesitzer und Politiker.

## Leben
Er stammte aus der adligen Familie Schuler von Senden und war der Sohn des Regierungspräsidenten Carl von Senden und dessen Gemahlin Nanny, geborene von Blumenthal (* 1812; † 1894).  
Senden war Besitzer des Rittergutes Natzlaff im hinterpommerschen Kreis Schlawe, königlich preußischer Kammerherr, Rittmeister und Rechtsritter des Johanniterordens. 1871 diente er z. B. als Premier-Lieutenant im 1. Garde-Landwehrregiment. Im Jahre 1904 wurde Senden auf Präsentation des alten und des befestigten Grundbesitzes im Landschaftsbezirk Herzogtum Wenden Mitglied des Preußischen Herrenhauses auf Lebenszeit.
Karl von Senden war ab 1862 mit Betty Freiin von Sobeck (1841–1892) verheiratet, einer Tochter des Rittergutsbesitzers und Mitglieds des Preußischen Herrenhauses Wilhelm von Sobeck. Aus der Ehe gingen fünf Kinder hervor. Der älteste Sohn Karl Otto von Senden (* 1863; † 1942) wurde preußischer Generalmajor. Der zweite Sohn Werner von Senden (* 1865; † 1945) wurde Landstallmeister und Leiter des Friedrich-Wilhelm-Gestüts bei Neustadt a. d. D. Sohn Max  (* 1868; † 1946) erbte Gut Datzow und wurde Oberst. Die Tochter Helene  (* 1873; † 1942) liierte sich mit dem Fideikommissherrn Ernst Freiherr von Hammerstein-Retzow  (* 1865; † 1937) und die jüngste Tochter Elisabeth  (* 1877; † 1918) starb als Schwester im Krieg, sie blieb unvermählt.